# FINA Water Polo World League
De FINA Water Polo World League was een internationale waterpolocompetitie die in 2002 werd opgericht naar aanleiding van de stijgende populariteit van de sport dankzij de Olympische Zomerspelen. De competitie startte jaarlijks in juli met nationale waterpoloteams die zich via continentale voorrondes hadden geplaatst. Vanaf 2004 bestond de competitie ook voor vrouwelijke waterpoloteams. In oktober 2022 werd de World League vervangen door de Wereldbeker.

## Mannen

### Podia
| Jaar | Gastland                            | Winnaar              | 2e plaats            | 3e plaats        |
| ---- | ----------------------------------- | -------------------- | -------------------- | ---------------- |
| 2022 | Straatsburg, Frankrijk              | Italië               | Verenigde Staten     | Spanje           |
| 2020 | Tbilisi, Georgië                    | Montenegro           | Verenigde Staten     | Griekenland      |
| 2019 | Belgrado, Servië                    | Servië               | Kroatië              | Australië        |
| 2018 | Boedapest, Hongarije                | Montenegro           | Hongarije            | Spanje           |
| 2017 | Ruza, Rusland                       | Servië               | Italië               | Kroatië          |
| 2016 | Huizhou, China                      | Servië               | Verenigde Staten     | Griekenland      |
| 2015 | Bergamo, Italië                     | Servië               | Kroatië              | Brazilië         |
| 2014 | Dubai, Verenigde Arabische Emiraten | Servië               | Hongarije            | Montenegro       |
| 2013 | Tsjeljabinsk, Rusland               | Servië               | Hongarije            | Montenegro       |
| 2012 | Almaty, Kazachstan                  | Kroatië              | Spanje               | Italië           |
| 2011 | Florence, Italië                    | Servië               | Italië               | Kroatië          |
| 2010 | Niš, Servië                         | Servië               | Montenegro           | Kroatië          |
| 2009 | Podgorica, Montenegro               | Montenegro           | Kroatië              | Servië           |
| 2008 | Genua, Italië                       | Servië               | Verenigde Staten     | Australië        |
| 2007 | Berlijn, Duitsland                  | Servië               | Hongarije            | Australië        |
| 2006 | Athene, Griekenland                 | Servië en Montenegro | Spanje               | Griekenland      |
| 2005 | Belgrado, Servië en Montenegro      | Servië en Montenegro | Hongarije            | Duitsland        |
| 2004 | Long Beach, Verenigde Staten        | Hongarije            | Servië en Montenegro | Griekenland      |
| 2003 | New York, Verenigde Staten          | Hongarije            | Italië               | Verenigde Staten |
| 2002 | Patras, Griekenland                 | Rusland              | Spanje               | Hongarije        |

### Medaillespiegel
| Plaats | Land             | Winnaar | 2e plaats | 3e plaats | Totaal |
| 1      | Servië*          | 12      | 1         | 1         | 14     |
| 2      | Montenegro       | 3       | 1         | 2         | 6      |
| 3      | Hongarije        | 2       | 5         | 1         | 8      |
| 4      | Kroatië          | 1       | 3         | 3         | 7      |
| 5      | Italië           | 1       | 3         | 1         | 5      |
| 6      | Rusland          | 1       | –         | –         | 1      |
| 7      | Verenigde Staten | –       | 4         | 1         | 5      |
| 8      | Spanje           | –       | 3         | 2         | 5      |
| 9      | Griekenland      | –       | –         | 4         | 4      |
| 10     | Australië        | –       | –         | 3         | 3      |
| 11     | Brazilië         | –       | –         | 1         | 1      |
| 11     | Duitsland        | –       | –         | 1         | 1      |
| Totaal | Totaal           | 20      | 20        | 20        | 60     |

* inclusief wedstrijden gespeeld als Servië en Montenegro.

## Vrouwen

### Podia
| Jaar | Gastland                       | Winnaar          | 2e plaats        | 3e plaats        |
| ---- | ------------------------------ | ---------------- | ---------------- | ---------------- |
| 2022 | Santa Cruz de Tenerife, Spanje | Spanje           | Hongarije        | Verenigde Staten |
| 2020 | Athene, Griekenland            | Verenigde Staten | Hongarije        | Rusland          |
| 2019 | Boedapest, Hongarije           | Verenigde Staten | Italië           | Rusland          |
| 2018 | Kunshan, China                 | Verenigde Staten | Nederland        | Rusland          |
| 2017 | Shanghai, China                | Verenigde Staten | Canada           | Rusland          |
| 2016 | Shanghai, China                | Verenigde Staten | Spanje           | Australië        |
| 2015 | Shanghai, China                | Verenigde Staten | Australië        | Nederland        |
| 2014 | Kunshan, China                 | Verenigde Staten | Italië           | Australië        |
| 2013 | Beijing, China                 | China            | Rusland          | Verenigde Staten |
| 2012 | Changshu, China                | Verenigde Staten | Australië        | Griekenland      |
| 2011 | Tianjin, China                 | Verenigde Staten | Italië           | Australië        |
| 2010 | La Jolla, Verenigde Staten     | Verenigde Staten | Hongarije        | Italië           |
| 2009 | Kirisji, Rusland               | Verenigde Staten | Canada           | Australië        |
| 2008 | Santa Cruz de Tenerife, Spanje | Rusland          | Verenigde Staten | Australië        |
| 2007 | Montreal, Canada               | Verenigde Staten | Australië        | Griekenland      |
| 2006 | Athene, Griekenland            | Verenigde Staten | Italië           | Rusland          |
| 2005 | Kirisji, Rusland               | Griekenland      | Rusland          | Australië        |
| 2004 | Long Beach, Verenigde Staten   | Verenigde Staten | Hongarije        | Italië           |

### Medaillespiegel
| Plaats | Land             | Winnaar | 2e plaats | 3e plaats | Totaal |
| 1      | Verenigde Staten | 14      | 1         | 2         | 17     |
| 2      | Rusland          | 1       | 2         | 5         | 8      |
| 3      | Spanje           | 1       | 1         | –         | 2      |
| 4      | Griekenland      | 1       | –         | 3         | 4      |
| 5      | China            | 1       | –         | –         | 1      |
| 6      | Australië        | –       | 4         | 6         | 10     |
| 7      | Italië           | –       | 4         | 1         | 5      |
| 7      | Hongarije        | –       | 3         | –         | 3      |
| 7      | Canada           | –       | 2         | –         | 2      |
| 8      | Nederland        | –       | 1         | 1         | 2      |
| Total  | Total            | 18      | 18        | 18        | 54     |